# (73143) 2002 GF89
(73143) 2002 GF89 – planetoida z pasa głównego asteroid okrążająca Słońce w ciągu 4,23 lat w średniej odległości 2,61 j.a. Odkryta 10 kwietnia 2002 roku.